# Gara Satulung pe Someș
Gara Satulung pe Someș este o stație de cale ferată care deservește Satulung, județul Maramureș, România. Situată pe Magistrala CFR 400, este una din cele două gări din comuna Satulung, cealaltă fiind cea din satul Fersig.

## Istoric
Comuna Satulung și satul Satulung au fost legate la rețeaua de cale ferată în 1889, odată cu inaugurarea liniei de cale ferată Jibou – Baia Mare. Calea ferată Jibou–Baia Mare face parte din Magistrala CFR 400 și are o lungime de 58 km. A fost construită ca o legătură feroviară între două linii deja existente: linie deschisă în 1884 de la Satu Mare către Baia Mare și linia pusă în funcțiune în 1890 de la Dej (în maghiară Dés) către Zalău (în maghiară Zilah). S-a proiectat o legătură feroviară de la Jibou (în maghiară Zsibó) către Baia Mare, care să lege cele două căi ferate mai vechi. Lucrările de construcție începute în 1897, au fost executate de „Societatea anonimă a căilor ferate Valea Someșului” (în maghiară "Szamosvölgyi vasut részvénytársaság", în germană "Szamosthaler Eisenbahn ActienGesellschaft"), și s-au finalizat în 1899.

## Gara
Gara Satulung pe Someș este situată în satul Satulung din comuna cu același nume, la 2 km de centrul localității.
Într-un raport din 2017 al Consiliul Național de Supraveghere din Domeniul Feroviar s-a constatat că „Aspectul fațadei gării dinspre peron este plăcut”, fiind renovată în 2015 iar „Sala de așteptare este în general nefolosită, este mică și cu mobilier vechi”. În acel moment gara avea un flux de 150 de călători/zi.
Stația Satulung pe Someș este amplasată pe secția interoperabilă Deda – Dej Triaj – Jibou – Baia Mare – Satu Mare, la kilometrul 14+540 față de stația Baia Mare, respectiv la kilometrul 43+300 față de stația Jibou. Stația este dotată cu instalație de centralizare electromecanică CEM.
La aproximativ 800 m de stația Satulung pe Someș înspre Baia Mare s-a aflat punctul unde liniei Jibou – Baia Mare supratraversa linia de cale ferată îngustă Șomcuta Mare – Satu Mare, linie construită în 1895 și închisă în 1972.
Stația Satulung pe Someș are 4 linii, dintre care trei sunt folosite pentru trenurile de pasageri cât și pentru trenurile de marfă (Liniile 2,3 și 4), iar o linie este folosită pentru încărcare și descărcare mărfuri din mijloace de transport auto (Linia 1). Cea mai scurtă linie are o lungime de 605 m iar ce mai lungă are 669 m.
Calea ferată asigură legătura comunei Satulung pe Magistrala 400 spre Baia Mare și Jibou pentru transportul feroviar de călători și marfă. Prin gara Satulung pe Someș trec zilnic trenuri InterRegio (IR), InterRegioNight (IRN), Regio (R) și Regio-Expres (R-E) ale operatorilor CFR Călători și InterRegional Călători.

## Distanțe față de alte gări din România și Europa

### Distanțe față de alte gări din România
- Satulung și Baia Mare - 15 km
- Satulung și București Nord (via Cluj-Napoca) - 675 km
- Satulung și București Nord (via Deda) - 609 km
- Satulung și Cluj-Napoca - 178 km
- Satulung și Dej Călători - 119 km
- Satulung și Jibou - 43 km
- Satulung și Satu Mare - 75 km
- Satulung și Zalău Nord - 66 km

### Distanțe față de alte gări din Europa
- Satulung și  Keleti Budapesta (via Arad) - 582 km
- Satulung și  Hauptbahnhof Viena (via Arad) - 844 km